# نيكولاي أليخن
نيكولاي أليخن (بالروسية: Николай Алехин)‏ (م. 1913، و. 1964) هو مصمم صواريخ سوفيتي راحل. سميت فوهة صدمية على سطح القمر باسمه، فوهة أليخن (بالإنجليزية: Alekhin)‏ تكريمًا له.